# 2014年
2014年（2014 ねん）は、西暦（グレゴリオ暦）による、水曜日から始まる平年。平成26年。
この項目では、国際的な視点に基づいた2014年について記載する。

## 他の紀年法
- 干支：甲午（きのえ うま）
- 日本（月日は一致）
  - 平成26年
  - 皇紀2674年
- 大韓民国（月日は一致）
  - 檀紀4347年
- 中華民国（月日は一致）
  - 中華民国103年
- 朝鮮民主主義人民共和国（月日は一致）
  - 主体103年
- 仏滅紀元：2556年10月1日 - 2557年10月11日
- イスラム暦：1435年2月28日 - 1436年3月9日
- ユダヤ暦：5774年4月29日 - 5775年4月9日
- Unix Time：1388534400 - 1420070399
- 修正ユリウス日(MJD)：56658 - 57022
- リリウス日(LD)：157499 - 157863

## カレンダー
| 1月 |    |    |    |    |    |    |
| 日  | 月 | 火 | 水 | 木 | 金 | 土 |
|     |    |    | 1  | 2  | 3  | 4  |
| 5   | 6  | 7  | 8  | 9  | 10 | 11 |
| 12  | 13 | 14 | 15 | 16 | 17 | 18 |
| 19  | 20 | 21 | 22 | 23 | 24 | 25 |
| 26  | 27 | 28 | 29 | 30 | 31 |    |
|     |    |    |    |    |    |    |

| 2月 |    |    |    |    |    |    |
| 日  | 月 | 火 | 水 | 木 | 金 | 土 |
|     |    |    |    |    |    | 1  |
| 2   | 3  | 4  | 5  | 6  | 7  | 8  |
| 9   | 10 | 11 | 12 | 13 | 14 | 15 |
| 16  | 17 | 18 | 19 | 20 | 21 | 22 |
| 23  | 24 | 25 | 26 | 27 | 28 |    |
|     |    |    |    |    |    |    |

| 3月 |    |    |    |    |    |    |
| 日  | 月 | 火 | 水 | 木 | 金 | 土 |
|     |    |    |    |    |    | 1  |
| 2   | 3  | 4  | 5  | 6  | 7  | 8  |
| 9   | 10 | 11 | 12 | 13 | 14 | 15 |
| 16  | 17 | 18 | 19 | 20 | 21 | 22 |
| 23  | 24 | 25 | 26 | 27 | 28 | 29 |
| 30  | 31 |    |    |    |    |    |
|     |    |    |    |    |    |    |

| 4月 |    |    |    |    |    |    |
| 日  | 月 | 火 | 水 | 木 | 金 | 土 |
|     |    | 1  | 2  | 3  | 4  | 5  |
| 6   | 7  | 8  | 9  | 10 | 11 | 12 |
| 13  | 14 | 15 | 16 | 17 | 18 | 19 |
| 20  | 21 | 22 | 23 | 24 | 25 | 26 |
| 27  | 28 | 29 | 30 |    |    |    |
|     |    |    |    |    |    |    |

| 5月 |    |    |    |    |    |    |
| 日  | 月 | 火 | 水 | 木 | 金 | 土 |
|     |    |    |    | 1  | 2  | 3  |
| 4   | 5  | 6  | 7  | 8  | 9  | 10 |
| 11  | 12 | 13 | 14 | 15 | 16 | 17 |
| 18  | 19 | 20 | 21 | 22 | 23 | 24 |
| 25  | 26 | 27 | 28 | 29 | 30 | 31 |
|     |    |    |    |    |    |    |

| 6月 |    |    |    |    |    |    |
| 日  | 月 | 火 | 水 | 木 | 金 | 土 |
| 1   | 2  | 3  | 4  | 5  | 6  | 7  |
| 8   | 9  | 10 | 11 | 12 | 13 | 14 |
| 15  | 16 | 17 | 18 | 19 | 20 | 21 |
| 22  | 23 | 24 | 25 | 26 | 27 | 28 |
| 29  | 30 |    |    |    |    |    |
|     |    |    |    |    |    |    |

| 7月 |    |    |    |    |    |    |
| 日  | 月 | 火 | 水 | 木 | 金 | 土 |
|     |    | 1  | 2  | 3  | 4  | 5  |
| 6   | 7  | 8  | 9  | 10 | 11 | 12 |
| 13  | 14 | 15 | 16 | 17 | 18 | 19 |
| 20  | 21 | 22 | 23 | 24 | 25 | 26 |
| 27  | 28 | 29 | 30 | 31 |    |    |
|     |    |    |    |    |    |    |

| 8月 |    |    |    |    |    |    |
| 日  | 月 | 火 | 水 | 木 | 金 | 土 |
|     |    |    |    |    | 1  | 2  |
| 3   | 4  | 5  | 6  | 7  | 8  | 9  |
| 10  | 11 | 12 | 13 | 14 | 15 | 16 |
| 17  | 18 | 19 | 20 | 21 | 22 | 23 |
| 24  | 25 | 26 | 27 | 28 | 29 | 30 |
| 31  |    |    |    |    |    |    |
|     |    |    |    |    |    |    |

| 9月 |    |    |    |    |    |    |
| 日  | 月 | 火 | 水 | 木 | 金 | 土 |
|     | 1  | 2  | 3  | 4  | 5  | 6  |
| 7   | 8  | 9  | 10 | 11 | 12 | 13 |
| 14  | 15 | 16 | 17 | 18 | 19 | 20 |
| 21  | 22 | 23 | 24 | 25 | 26 | 27 |
| 28  | 29 | 30 |    |    |    |    |
|     |    |    |    |    |    |    |

| 10月 |    |    |    |    |    |    |
| 日   | 月 | 火 | 水 | 木 | 金 | 土 |
|      |    |    | 1  | 2  | 3  | 4  |
| 5    | 6  | 7  | 8  | 9  | 10 | 11 |
| 12   | 13 | 14 | 15 | 16 | 17 | 18 |
| 19   | 20 | 21 | 22 | 23 | 24 | 25 |
| 26   | 27 | 28 | 29 | 30 | 31 |    |
|      |    |    |    |    |    |    |

| 11月 |    |    |    |    |    |    |
| 日   | 月 | 火 | 水 | 木 | 金 | 土 |
|      |    |    |    |    |    | 1  |
| 2    | 3  | 4  | 5  | 6  | 7  | 8  |
| 9    | 10 | 11 | 12 | 13 | 14 | 15 |
| 16   | 17 | 18 | 19 | 20 | 21 | 22 |
| 23   | 24 | 25 | 26 | 27 | 28 | 29 |
| 30   |    |    |    |    |    |    |
|      |    |    |    |    |    |    |

| 12月 |    |    |    |    |    |    |
| 日   | 月 | 火 | 水 | 木 | 金 | 土 |
|      | 1  | 2  | 3  | 4  | 5  | 6  |
| 7    | 8  | 9  | 10 | 11 | 12 | 13 |
| 14   | 15 | 16 | 17 | 18 | 19 | 20 |
| 21   | 22 | 23 | 24 | 25 | 26 | 27 |
| 28   | 29 | 30 | 31 |    |    |    |
|      |    |    |    |    |    |    |

## できごと

### 1月
- 1月1日
  - ラトビアが欧州単一通貨ユーロを導入[1]。旧ソビエト連邦諸国ではエストニアに次いで2か国目[2]。
  - 大韓民国で道路名住所が本格的に使用される[3]。
  - アメリカ合衆国でオバマケアでの保険適用始まる[4]。
- 1月2日 - 前日に発見された直径2mから3mの小惑星 2014 AA が地球に極めて接近。地球に衝突し、大気圏で消滅したと推定されている[5]。
- 1月19日 - 中華人民共和国黒竜江省ハルビン市ハルビン駅前に、同駅で1909年に日本の伊藤博文元内閣総理大臣を暗殺した安重根を記念する「安重根義士記念館」開館[6]。
- 1月22日 - タイ王国政府、同日から60日間、首都バンコクとその近郊に非常事態宣言を発令[7]。
- 1月30日 - Google、同社の携帯電話端末部門モトローラを、中国のパソコン大手企業レノボに29億1000万ドルで売却。レノボはアメリカ合衆国の携帯電話事業に初参入となり、併せて2000件以上の特許資産を獲得[8]。
- 1月31日 - スイス・ジュネーブにて22日から開催されていたシリア内戦の政治解決を目指す和平会議「ジュネーブ2」（en）が終了。具体的な成果は出ず[9]。

### 2月
- 2月2日 - タイ王国下院総選挙。最大野党民主党が選挙をボイコット、南部9県では投票中止となったため、総選挙を「全国で同一の日に行う」と定めた同国憲法に違反するとして、同党が同月4日、選挙無効を同国憲法裁判所に提訴[10]。
- 2月3日 - アメリカ合衆国連邦準備制度理事会第14代議長ベン・バーナンキの後任となる第15代議長に、女性初の議長となるジャネット・イエレンが就任[11][12]。
- 2月7日から23日まで - ソチオリンピック
- 2月10日 - スペイン全国管区裁判所、1980年代から1990年代にかけてチベットでジェノサイド（集団殺害）を行ったとして、江沢民元中国共産党中央委員会総書記、李鵬元同国内閣総理ら元中華人民共和国政権幹部5人に対し、国際刑事警察機構に国際手配を要請。スペイン国籍を持つ亡命チベット人や人権団体の告発に基づき、2013年10月に出した逮捕状、および集団殺害やテロなど重大な人道犯罪について、スペイン人以外の人がスペイン以外の国で行った場合でも、当事国が裁かない場合にはスペインの司法管轄権が及ぶと定めた同国法を根拠にした[13]。
- 2月13日
  - インドネシア・東ジャワ州のケルート山が噴火。噴煙の高さは約17kmに上り、周辺住民約20万人が避難。翌日、スラバヤのジュアンダ国際空港など周辺4空港が視界不良のため閉鎖[14]。
  - ベルギー下院、同国で12年前に合法化されていた安楽死の適用年齢制限を廃止し、末期症状の子どもにも死を選ぶ権利を認める法案を可決。隣国オランダに次いで子どもにも安楽死を容認する2つ目の国となると同時に、年齢制限を完全になくし12歳未満でも安楽死を選択可能とした世界初の国家となる[15]。
- 2月14日 - イタリアのエンリコ・レッタ首相が辞任を表明[16]。
- 2月17日 - 北朝鮮の人権状況を調査した国際連合の調査委員会、日本人ら外国人拉致や公開処刑など残虐な人権侵害行為を挙げ、北朝鮮が国家として組織的に「人道に対する罪を犯した」と非難する最終報告書を公表。同国による広範な人権侵害を裁くため、国際連合安全保障理事会に対し、国際刑事裁判所に付託するよう勧告[17]。
- 2月19日 - 中華人民共和国公安部、27省の警察が4つの児童売買組織を摘発し、382人の赤ん坊を救出、ウェブサイトやインスタントメッセージを使って赤ん坊を売買していたとされる容疑者1094人を拘束[18]。
- 2月21日 - ヴィクトル・ヤヌコーヴィチ・ウクライナ大統領、同国で2013年11月より続いていた反政府デモにより同月18日以降77人の死者が出ていた問題について、野党3党の代表者と政治危機の収束に向けた合意文書に署名し[19]、同国最高議会が同大統領の政敵だったユーリヤ・ティモシェンコ元首相の釈放を可能にする法改正案を可決。翌22日、デモ隊が大統領府を封鎖[19]、議会は同大統領を解任し[20]、5月25日の大統領選挙開催を決定[21]。同月24日、多数の市民を殺害した容疑で、ヤヌコーヴィチ元大統領と側近を指名手配[22]（2014年ウクライナ騒乱）。
- 2月25日 - アメリカ合衆国運輸省、2013年7月6日にサンフランシスコ国際空港で発生したアシアナ航空214便着陸失敗事故において、アシアナ航空が航空会社の事故対応として乗客の家族への支援などを義務付けた米国法に違反したと判断、同社に50万ドルの罰金を課し、うち最大10万ドルは、今回の失敗を繰り返さないための対策として航空業界全体で実施する会議や研修の費用に充てることを発表[23][24]。
- 2月26日 - アメリカ航空宇宙局、宇宙望遠鏡「ケプラー」の探査で新たに305個の恒星の周りを公転する715個の太陽系外惑星を発見、うち95%は海王星よりも小型の惑星で、生命存在の可能性がある「ハビタブルゾーン」圏内の惑星も4個発見されたことを発表[25]。

### 3月
- 3月1日
  - 中華人民共和国雲南省昆明市の昆明駅前で無差別殺傷事件発生、翌2日までに少なくとも29人が死亡、140人以上が負傷。中華人民共和国公安部、新疆ウイグル自治区の独立を狙う組織による計画的なテロ事件と断定、現場で容疑者の男女4人を射殺、女1人を逮捕、逃走していた容疑者4人を拘束[26]。
  - アドリー・マンスールエジプト大統領、首相候補に指名したイブラヒム・メハレブによる組閣を承認、2月24日に総辞職したハーゼム・エル＝ベブラーウィー暫定内閣に代わる内閣発足[27]。
- 3月7日〜3月16日 - ソチパラリンピック
- 3月8日 - マレーシア航空の旅客機370便（乗客乗員239人）がタイ湾のトーチュー島付近で消息を絶つ（マレーシア航空370便墜落事故）[28]。
- 3月12日 - 台南市長の頼清徳が翌13日を二二八事件で刑死（のちに無罪）した弁護士坂井徳章（台湾名：湯徳章）の精神と行為を称える「台南市正義と勇気の日」とすることを宣布した[29][30]。
- 3月16日 - 北朝鮮により日本海側に10発のロケット砲が発射された[31]。
- 3月18日 - ロシアのプーチン大統領がクリミア自治共和国の編入を表明[32]（ロシアによるクリミアの併合）。
- 3月18日 - 中国と台湾の間に結ばれたサービス貿易協定に反対する学生が台湾立法院（国会）を占拠[33]（ひまわり学生運動）。
- 3月24日 - オランダ・ハーグにて第3回核セキュリティ・サミット開催。
- 3月26日 - 北朝鮮、中距離弾道ミサイル「ノドン」2発を日本海に向け発射[34]。
- 3月28日
  - 中国の習近平国家主席がベルリンを訪問しガウク大統領・メルケル独首相と中独包括的・戦略的パートナーシップの構築に関する共同声明を発表する。また中国・ドイツ両国中央銀行がフランクフルトで人民幣決済制度を構築する覚書きを発表する[35]。
  - 韓国大統領朴槿恵がドイツのドレスデン工科大学から名誉法学博士号を授与される。授与式で3大提案（いわゆる「ドレスデン構想」）を発表する[36]。
- 3月31日 - 国際司法裁判所、オーストラリアが日本の南氷洋における調査捕鯨を国際捕鯨取締条約違反として訴えた裁判で日本の調査捕鯨は「研究目的ではない」と述べ、条約違反と認定、今後実施しないよう命じる判決を下す[37]（南極海捕鯨事件）。

### 4月
- 4月1日 - チリ沖を震源とする、M8.2の地震が発生、5人が死亡した[38]。チリでのM8.0以上の地震は2010年2月以来4年ぶり。（イキケ地震 (2014年)）
- 4月9日
  - Microsoft Windows XPの延長サポートがすべて終了[39][40][41]。
  - トヨタ自動車が全世界で639万台のリコールを発表[42]。
- 4月10日 - 中国と台湾の間に結ばれたサービス貿易協定に反対し台湾立法院（国会）を占拠していた学生を中心とする反対派グループが、台湾時間18時をもって同院より退去[43]（ひまわり学生運動）。
- 4月16日 - 大韓民国全羅南道珍島沖で、仁川港から済州島へ向け航行していたクルーズ旅客船「セウォル号」が沈没、死者299人を出す海難事故が発生（セウォル号沈没事故）。黄海を航行中だったアメリカ海軍佐世保基地所属の強襲揚陸艦ボノム・リシャールも捜索活動に参加[44]。
- 4月23日 - バラク・オバマアメリカ合衆国大統領、同月29日にかけ、日本、韓国、マレーシア、フィリピン各国を歴訪[45]。
- 4月26日 - 六四天安門事件から25年を機に、香港に六四記念館が正式開館[46]。

### 5月
- 5月2日 - アフガニスタン北東部バダフシャーン州アルゴ地区で大規模の地滑りが発生、多数の死者発生[47]（アフガニスタン地滑り災害）。
- 5月7日 - タイのインラック首相が失職[48]。
- 5月13日 - トルコ・マニサ県ソマの炭鉱で爆発事故、301人死亡（ソマ炭鉱爆発事故）[49]。
- 5月14日 - ベトナムで、南沙諸島での石油採掘を巡り同国と衝突している中華人民共和国に反対するデモにより死者発生[50]。
- 5月18日 - コロンビアでフンダシオンバス火災事故が発生。34人（内33人が子供）が死亡。
- 5月20日
  - タイ王国陸軍、同国全土に戒厳令発令[51]。
  - 中国人民解放軍海軍駆逐艦鄭州などとロシア海軍巡洋艦ヴァリャークなど水上艦計14隻、潜水艦2隻、Su-30など固定翼機9機等が東シナ海の長江河口沖で合同軍事演習「海上連合2014」を実施（26日まで）[52]。
- 5月21日 - 上海でアジア相互協力信頼醸成会議(CICA)が開かれ、アジア新安保宣言を採択[53]。露大統領プーチンが上海を訪問し中国国家主席習近平と中露東線天然ガス協力プロジェクト覚書に署名し、中国石油天然気集団会社とガスプロムが中露東線天然ガス供給購入販売契約を締結する。2018年から30年間ガスプロム側が中国側へ、最終的に毎年380億立方メートルの天然ガスを独占的に供給する[54]（ミレル社長が契約総額を「4千億米ドル」と発表[55]）。さらにロスネフチが天津に年間能力1600万トンの精油所建設（投資額50億ドル）を協議するなど両国企業が50もの協議で、総額約「5千億米ドル」もの契約を締結した[56]。
- 5月22日 - タイ軍がクーデターを宣言。憲法を停止。タイ軍事クーデター (2014年)参照
- 5月23日
  - フィリピンとインドネシアがマニラでミンダナオ海・セレベス海におけるEEZの境界を画定する議定書に調印する[57]。
  - カリフォルニア州で2014年アイラビスタ銃乱射事件が発生。6人が死亡、犯人も自殺。
- 5月26日 - レーサーである山路慎一が病気（病名非公表）により50歳で他界。

### 6月
- 6月2日 - スペイン国王フアン・カルロス1世が退位を表明[58]。
- 6月5日 - 欧州中央銀行、金融緩和追加策として、政策金利を過去最低の年0.15%とすると同時に、主要国・地域で初めて、民間銀行が中央銀行に預け入れる余剰資金の金利をマイナス0.1%とするマイナス金利政策を導入[59]。
- 6月7日 - ウクライナで、ペトロ・ポロシェンコが大統領就任[60]。
- 6月8日 - 同日深夜、パキスタン・カラチのジンナー国際空港をターリバーンが襲撃、ターリバーン戦闘員10人を含む29人が死亡。翌9日、パキスタン政府が収束を宣言、同日、パキスタン・ターリバーン運動が「同志への拷問とワジリスタンでの攻撃に対する報復」とする犯行声明発表[61]。
- 6月12日〜7月13日 - 2014 FIFAワールドカップ ブラジル大会
- 6月19日 - スペインのアストゥリアス公フェリペ王子がフェリペ6世として新国王に即位[62]。
- 6月20日 明治大学のサークルによる泥酔騒動が発生。当サークルは解散されたが逮捕者は出なかった。
- 6月21日 - 大韓民国江原道高城郡の南北軍事境界線近くの大韓民国陸軍施設付近で、兵士が手榴弾1発を投げライフル銃で銃弾10発を発砲し、同僚兵士5人が死亡、7人が負傷、兵士は実弾の装填された銃を持ったまま逃走[63]。22日に銃撃戦となり、兵士が自殺を図るも23日に身柄を確保、病院へ搬送[64]。
- 6月24日 - アメリカ合衆国国家運輸安全委員会、2013年7月6日に発生したアシアナ航空214便着陸失敗事故について、操縦士が着陸時の高度調整のため自動操縦システムのモードを切り替えた際の操作に誤りがあったため、最低速度を維持できない状態に陥り機体が過度に減速、着陸に失敗したとする調査報告書を公表、「事故機の乗員は、自動化されたシステムを十分理解せずに、これに頼りすぎた」などと指摘[65]。
- 6月26日 - アメリカ合衆国ハワイ州沖で第24回環太平洋合同演習開始、過去最多の23か国中、中華人民共和国海軍が初参加[66]。
- 6月27日
  - ウクライナのペトロ・ポロシェンコ大統領、欧州連合各国首脳と、自由貿易協定を含む包括的な協力の枠組みを定めた「連合協定」の経済条項に署名[67]。
  - 欧州連合首脳会議において、ジョゼ・マヌエル・ドゥラン・バローゾの後継となる欧州委員会委員長について、デーヴィッド・キャメロンイギリス首相らの反対意見を受け史上初の採決を実施、26対2の賛成多数でジャン＝クロード・ユンケル前ルクセンブルク首相を指名[68]。
- 6月29日 - イラク北部を制圧するイスラム教スンニ派武装組織ISIL（IS）が、カリフ（予言者ムハンマドの後継者）を最高指導者とする国家の樹立を宣言、アルカイダなど他のイスラム組織に従属を求める[69]。

### 7月
- 7月1日 - 北京で日朝局長級協議[70]。
- 7月3日 - 習近平中国国家主席、国賓として韓国を初訪問、朴槿恵大統領とソウルの大統領府で会談、共同声明で、北朝鮮による「朝鮮半島での核兵器開発に断固として反対する」と明記、いわゆる旧日本軍の従軍慰安婦問題について関係機関による共同研究を進める旨声明付属文書に記載[71]。
- 7月8日 - イスラエル軍は本格的なガザ攻撃を開始した(ガザ侵攻 (2014年))。
- 7月16日 - ジャン＝クロード・ユンケルが欧州議会の承認を受け欧州委員会委員長就任[68]。
- 7月17日 - ウクライナ・ドネツク近郊で、オランダ・スキポール国際空港発マレーシア・クアラルンプール国際空港行マレーシア航空ボーイング777が撃墜され、乗客乗員298名全員死亡[72](マレーシア航空17便撃墜事件)。
- 7月23日 - トランスアジア航空222便着陸失敗事故。
- 7月24日 - アルジェリア航空5017便墜落事故。
- 7月25日 - 中華人民共和国で覚醒剤密輸の罪で日本人の死刑が執行された[73]。

### 8月
- 8月1日
  - イスラエルとハマスが72時間の停戦に合意をした[74](ガザ侵攻 (2014年))。
  - 台湾・高雄市で32人が死亡、321人が負傷するガス爆発事故発生。
- 8月8日 - 世界保健機構（WHO）は、西アフリカ諸国にエボラ出血熱の感染が拡大していることをうけ、「国際的に懸念される公衆衛生上の緊急事態」を宣言[75]（2014年の西アフリカエボラ出血熱流行）。
- 8月8日 - アメリカを中心とした有志連合国が、イラクに展開するISIL（IS）に対して空爆を開始（同年10月16日に生来の決意作戦とする作戦名が後付けされる）。
- 8月9日 - 米国ミズーリ州で警察官が黒人青年を射殺、抗議デモに発展[76]。
- 8月26日 - オバマアメリカ大統領がISIL（IS）に対して「正義の鉄槌を下す」と演説する。
- 8月28日 - ヌスラ戦線のメンバーがフィジーの国連平和維持軍45名をゴラン高原にて誘拐[77]。ヌスラは人質の解放の条件として国連にテロ組織の指定の解除を求めた[78]。

### 9月
- 9月1日 - プーチン露大統領が中国国務院常務副総理張高麗とサハ共和国ユス・ハトゥン(Үс хатыҥ)で中露東線天然ガスパイプラインシーラ・シビーリの起工式に出席する[79]。
- 9月3日 - プーチン露大統領がモンゴル国ウランバートルを訪問しエルベグドルジ大統領とハルハ川戦役勝利75周年招待会に出席する。また2020年までに100億ドルへの貿易拡大、ビザ免除制度の復活などの15件の文書に署名する。
- 9月11日 - 上海協力機構元首理事会第十四次会議がタジキスタン共和国ドゥシャンベで開催。プーチン露大統領と習近平中国国家主席が会見し中露西線天然ガスパイプラインの建設について協議する。
- 9月13日 - 習近平中国国家主席がドゥシャンベでタジキスタン大統領ラフモンとトルクメニスタンガルクヌシガス田（英語版）からウズベキスタン・タジキスタン・キルギスを経て新疆烏恰県に至る中央アジア・中国ガスパイプライン（英語版）D線の起工式に出席する。
- 9月18日 - スコットランドでイギリスからの独立を問う住民投票（2014年スコットランド独立住民投票）を実施。結果は「否決」。
- 9月19日〜10月4日 - 第17回アジア競技大会（韓国・仁川）
- 9月27日 - 長野県と岐阜県の県境に位置する御嶽山が噴火[80][81]。
- 9月28日〜12月15日 - 香港で雨傘革命（2014年香港反政府デモ）が起きる。最終的に警察の強制排除で終了した。

### 10月
- 10月13日 - 中国国務院総理李克強がモスクワでメドベージェフ露首相と第19次総理定期会談を行い、欧亜高速運輸走廊（ユーラシア高速輸送回廊）の一部としてモスクワ・カザン区間の高速鉄道建設計画を実施すること[82]、中露間の天然ガス輸送への40年間の協力（特別の意思表示のない限り5年間延長）[83] などに合意。また中国衛星導航系統委員会とロシア連邦宇宙局が全球衛星測位システムに関する協力について覚書に署名する。
- 10月24日 - アジアインフラ投資銀行(亜洲基礎設施投資銀行)設立の覚書が中国北京人民大会堂で21カ国代表により結ばれる。投資額は500億米ドル。

### 11月
- 11月3日 - 911テロ事件で崩壊したニューヨーク・ワールドトレードセンターの跡地に高さ約541mの「1 ワールドトレードセンター」（1 WTC）が完成。
- 11月4日 - アメリカ合衆国中間選挙投票日。共和党が上院、下院共に過半数を制した。
- 11月12日 - 無人探査機「ロゼッタ」が世界初の彗星着陸に挑戦し成功した。

### 12月
- 12月5日 - 大韓航空ナッツ・リターン。
- 12月15日 - オーストラリアのシドニー中心部のリンツ・ショコラ・カフェで午前にイスラム教聖職者を自称する男が人質を取って立てこもり、16時間後の16日午前2時15分頃に警官隊が突入。人質2人と犯人が死亡。
- 12月17日 - アメリカ合衆国大統領バラク・オバマとキューバの国家評議会議長ラウル・カストロが同時刻に両国の国交正常化交渉の開始を発表した[84]。

- 12月28日 - インドネシアのジャワ島東部、スラバヤにあるジュアンダ国際空港からシンガポールのチャンギ国際空港に向かって飛行していた航空便が現地時間(UTC+7)、2014年12月28日の朝5時35分に出発した後、現地時間6時17分に消息を絶った[85]。乗員乗客162人全員が死亡（インドネシア・エアアジア8501便墜落事故）。

## 周年
※ ここでは、周年であること自体に意義のある事物のみ解説し、期間限定イベント（五輪、万博など）は開幕日起点で説明する。
- 2月8日 - 日露戦争開戦から110年[86]。
- 3月8日 - カール・フィリップ・エマヌエル・バッハ生誕300年
- 3月20日 - いかりや長介没後10周年。
- 3月22日 - 丸山眞男生誕100年
- 4月1日 - 韓国高速鉄道（KTX）開業10周年[87]。
- 4月21日 - ゲームボーイ発売開始25周年。
- 4月17日 - フォード・マスタング発表50周年[88]
- 4月26日 - ウィリアム・シェイクスピア生誕450年
- 5月1日 - アイルトン・セナの事故死から20年[89]。
- 5月4日 - ナポレオン・ボナパルトのイタリア・エルバ島への追放200周年[90]。
- 6月4日 - 六四天安門事件から25年（4月26日、香港に常設の「六四記念館」オープン[91]）
- 6月6日 - ノルマンディー上陸作戦70周年[92]。
- 第一次世界大戦100周年（英語版）
- 6月11日 - リヒャルト・シュトラウス生誕150年
  - 6月26日 - ベルギー・ウェスト＝フランデレン州イーペル（大戦中同地で初使用されたマスタードガスの通称イペリットの名称由来の地）で欧州連合首脳による第一次世界大戦100周年記念式典[93]。
  - 6月28日 - サラエボ事件100周年[94]。
- 7月25日 - 日清戦争開戦120周年[95]。
- 8月9日 - トーベ・ヤンソン生誕100年
- 8月15日 - パナマ運河開通100周年[96]。
- 9月1日 - リョコウバト絶滅から100年
- 10月4日 - ジャン＝フランソワ・ミレー生誕200年
- 11月24日 - アンリ・ド・トゥルーズ＝ロートレック生誕150年
- 11月25日 - ジョー・ディマジオ生誕100年
- 12月2日 - ニンテンドーDS発売10周年。
- 12月3日 - PlayStation発売20周年。
- 12月12日 - PlayStation Portable発売10周年。
- 12月26日 - スマトラ島沖地震から10年[97]。
- 日付未定
  - 日本とブルネイ友好30周年[98]。

## イベント・行事

### 国際年
- 世界結晶年（International Year of Crystallography）
- 国際家族農業年（International Year of Family Farming）

## 天文現象
- 1月21日 - Ia型超新星 SN 2014Jがロンドン大学天文台によって発見された。
- 2月15日 - 金星が-4.6等級の最大光度に達する[99]。
- 4月 - 太陽活動の黒点極大期を迎えた（第24太陽周期）[100][101][102]。
- 4月15日 - 皆既月食（観測域：北米大陸など）
- 4月29日 - 金環日食（観測域：南極大陸）
- 5月23日 - 直径130mの小惑星 2007 VK184 が地球最接近。なお、この小惑星は2048年の再接近時に地球と衝突する可能性が僅かに指摘されていたが、今年3月下旬の観測結果により否定されている[103][104]。
- 10月8日 - 皆既月食（観測域：東アジア、オーストラリア東部、北米大陸、南米大陸西部など）
- 10月19日 - サイディング・スプリング彗星が火星に極めて接近する。
- 10月24日 - 部分日食（観測域：シベリア東部から北米大陸など）

## 自然科学
STAP細胞に関する騒動
日本の理化学研究所発生・再生科学総合研究センターなど日米の共同研究チームは、マウスの体細胞を酸性の溶液に浸して刺激を与えることで、あらゆる細胞に変化できる万能細胞「STAP（Stimulus-Triggered Acquisition of Pluripotency=刺激惹起性多能性獲得）細胞」を世界で初めて作製することに成功したと発表、1月30日付けのネイチャーに論文が掲載された。しかし、発表直後から様々な疑義や論文の不正などが指摘され、7月2日には論文を撤回する事態にもなっており、細胞の実在についてその信憑性が大きく揺らいでいる。

## 芸術・文化・ファッション

### 世相
- アラブの春から派生したシリア内戦を契機として、シリア・イラク両国内で勢力を伸ばすサラフィー・ジハード主義組織ISIL（IS）が国家の樹立を一方的に宣言（国際的に承認されていない）[69]、イラク北西部の複数の都市を制圧下に置くなど地域情勢が緊迫化。これに対抗するため、アメリカ軍らが両国内の拠点施設などに対して空爆作戦を実施するに至っている。
- 昨年の12月にギニアで発生したエボラ出血熱の流行は隣国のシエラレオネ、リベリアにも波及し、本年8月には世界保健機関 (WHO) が「国際的に懸念される公衆衛生上の緊急事態」と宣言。10月の時点で感染者は1万人を超え死者も5千人に迫っていたが、12月末の時点では2万人以上の感染者と8千人近くの死者を出す事態となった（2014年の西アフリカエボラ出血熱流行）。
- イギリスから独立するか否かについてスコットランドで住民投票が実施された。イギリスの別の地域や他国の独立運動にも波及する可能性があり結果が注目されたが、反対55%で独立は否決された（2014年スコットランド独立住民投票）。
- 8月31日にジェニファー・ローレンスを筆頭にハリウッドスターら有名人100人以上のクラッキングされたプライベート写真が流出する「史上最大の著名人ヌード写真リーク事件」が発生している[107]。その後も被害は拡大しており、10月5日には流出第4弾「Fappening 4」の画像がネット上に出回った[108]（2014年iCloudからの著名人プライベート写真大量流出事件）。

### 芸能界
- フジテレビの昼の帯番組『森田一義アワー 笑っていいとも!』が3月31日の放送を以て終了して、32年半の歴史に幕を下ろした。

### 映画
- アメリカン・スナイパー
- イミテーション・ゲーム/エニグマと天才数学者の秘密
- インターステラー
- ガーディアンズ・オブ・ギャラクシー
- キャプテン・アメリカ/ウィンター・ソルジャー
- キングスマン
- グランド・ブダペスト・ホテル
- ゴーン・ガール
- ジャージー・ボーイズ
- セッション
- ナイトクローラー
- バードマン あるいは（無知がもたらす予期せぬ奇跡）
- フォックスキャッチャー
- 6才のボクが、大人になるまで。
- GODZILLA ゴジラ
- LEGO ムービー
- パディントン
- ヒックとドラゴン2
- ペンギンズ FROM マダガスカル ザ・ムービー
- ブック・オブ・ライフ 〜マノロの数奇な冒険〜
- ベイマックス

## 誕生

### 1月 - 6月
- 1月13日 - 嶋田鉄太、子役、男優
- 1月22日 - 森優理斗、子役、男優
- 2月17日 - 鳴海竜明、子役、男優
- 2月20日 - レオノール、スウェーデン王女
- 3月14日 - 落井実結子、子役、女優
- 3月14日 - 西川玲、子役、女優
- 4月1日 - 高木波瑠、子役、男優
- 4月30日 - 西村瑞季、子役、女優
- 5月12日 - キム・ジュン、韓国の子役
- 5月27日 - 笹本旭、子役、男優
- 6月20日 - 沖田絃乃、子役、女優
- 6月20日 - マイカ・ピュ、子役、女優

### 7月 - 12月
- 8月17日 - 小山蒼海、子役、男優
- 11月8日 ‐ 中村羽叶、子役
- 11月22日 - 野田あかり、子役、女優
- 12月10日 - ガブリエラ・ド・モナコ
- 12月10日 - ジャック・ド・モナコ

### 人物以外
- 4月4日 - ディアドラ、競走馬
- 5月13日 - キセキ、競走馬
- 12月2日 - 桜浜、ジャイアントパンダ
- 12月2日 - 桃浜、ジャイアントパンダ

## ノーベル賞
- 物理学賞：赤﨑勇、天野浩、中村修二
- 化学賞：エリック・ベツィグ、シュテファン・ヘル、ウィリアム・モーナー
- 生理学・医学賞：ジョン・オキーフ、マイブリット・モーセル、エドバルド・モーセル
- 文学賞：パトリック・モディアノ
- 平和賞：マララ・ユスフザイ、カイラシュ・サティーアーティ
- 経済学賞：ジャン・ティロール